# Савасдипхол, Хаттия
Хаттия Савасдипхол (тайск. ขัตติยะ สวัสดิผล; произн. к̀ˣат-т̀и-й́а с̀а-в̀ат-д̀и-п̆ˣон; известен как «Красный командир»; 2 июня 1951 года — 16 мая 2010 года, Таиланд) — генерал-майор в отставке (Таиланд), один из лидеров сторонников оппозиции в Таиланде. Генерал Хаттия организовал оборону лагеря «Жёлтых рубашек». Савасдипхол Хаттия отвечал за обеспечение безопасности демонстрантов и считался «военным советником» оппозиционеров. Савасдипхол Хаттия был смертельно ранен в голову, когда он произносил речь в поддержку протестного движения. Автор нескольких бестселлеров.

## Личная жизнь
Хаттия родился в районе Пхотхарам , провинция Ратабури. Его отец был армейским капитаном. У Хаттии было три младшие сестры. Савасдипхол был женат за старшим капитаном Джантрой Савасдипол, которая умерла от рака в 2006 году. Одна из дочерей Хаттии сменила отца в качестве активиста красных рубашек и была избрана в парламент по списку партии Пхыа Тхаи в 2011 году.

## Смерть
13 мая 2010 года в 19:20 Савасдипхол был убит выстрелом в голову, по всей видимости, снайпером, на перекрестке со станцией «BTS Sala Daeng», когда он давал интервью Томасу Фуллеру из New York Times .
Тяжело раненный, он был доставлен в больницу Хуачев. 16 мая 2010 г. у Хаттии была почечная недостаточность, и ему был проведен диализ.